# Aimé-Victor-François Guilbert
Aimé-Victor-François Guilbert (Cerisy-la-Forêt, 15 de novembro de 1812 – Gap, 16 de agosto de 1889) foi um cardeal francês da Igreja Católica, arcebispo de Bordeaux.

## Biografia
Estudou humanidades no Collège de Saint Lô, filosofia no Seminário Menor de Coutances e teologia no Seminário Maior de Coutances. Recebeu a diaconia em 2 de abril de 1836, na Capela do Seminário de Coutances e foi ordenado padre em 17 de dezembro, na Catedral Nossa Senhora de Coutances, por Louis-Jean-Julien Robiou de la Tréhonnais, bispo de Coutances.
Nomeado professor de humanidades e depois de retórica no Seminário Menor de Coutances, em 1840 foi nomeado professor do Seminário de Muneville-sur-Mer. Entre 1849 e 1850, fez parte do equipamento missionário diocesano. Em 1851, tornou-se superior do Seminário Menor de Mortain e, em 1853, do de Valognes, por ele fundado. Em julho de 1855, tornou-se cura de Valognes e vigário-geral honorário. Em novembro de 1862, tornou-se cônego honorário e arcipreste da diocese de Coutances.
O imperador Napoleão III da França o apresentou ao episcopado como bispo de Gap em 25 de maio de 1867, foi confirmado em 20 de setembro. Foi consagrado em 10 de novembro na Igreja de Saint-Malo de Valognes por François-Augustin Delamare, arcebispo de Auch, coadjuvado por Jean-Pierre Bravard, bispo de Coutances e Flavien-Abel-Antoinin Hugonin, bispo de Bayeux-Lisieux.
Nomeado para a Sé de Amiens pelo presidente Jules Grévy em 8 de setembro de 1879, teve seu nome confirmado e foi transferido para a Diocese de Amiens em 22 de setembro. Foi nomeado para a Arquidiocese de Bordeaux pelo presidente Jules Grévy em 26 de junho de 1883 e foi confirmado em 9 de agosto, sendo concedido o pálio no mesmo dia.
Foi criado cardeal pelo Papa Leão XIII, no Consistório de 24 de maio de 1889, sendo enviado o barrete vermelho e uma carta apostólica no mesmo dia, que foi entregue ao presidente Sadi Carnot que impôs-lhe o barrete, mas não houve tempo para a entrega do título de cardeal-presbítero, pois morreu repentinamente em 16 de agosto de 1889, em Gap.
Foi velado e enterrado na Catedral de Santo André de Bordeaux.